# Comisario europeo de Justicia
El comisario de Justicia es el miembro de la Comisión Europea que ejerce la responsabilidad sobre la cartera homónima, que engloba responsabilidades en materia de justicia, derechos de los ciudadanos y Estado de derecho. El actual comisario es el reformador belga y del grupo Renovar Europa, Didier Reynders.
Toma el relevo desde 2010 del Comisario europeo de Justicia, Libertad y Seguridad, quien estaba a cargo también de Justicia y Asuntos Interiores (JAI), es decir, la cooperación policial y judicial en materia penal, el tercero pilar de la UE de Tratado de Lisboa, de la Inmigración en la Unión Europea, Derechos Humanos y Ciudadanía europea. Las funciones asignadas a la política de seguridad se han incorporado al cargo de Comisario europeo de Asuntos de Interior
La cartera de Justicia, Derechos Fundamentales y Ciudadanía fue creada por el Presidente de la Comisión, José Manuel Barroso, al dar comienzo su segundo mandato al frente del Colegio. Fue resultado de las numerosas demandas de eurodiputados, ONG, grupos de defensa de los derechos civiles, etc., que pedían la separación en dos carteras del hasta entonces unificado departamento de Justicia, Libertad y Seguridad, que antes lo fue de Asuntos de Justicia e Interior. Como resultado de la nueva estructura, resultaron de aquel dos nuevos departamentos o carteras: la de la Comisaria europea de Justicia, Derechos Fundamentales y Ciudadanía (V. Reding) y la de la Comisaria europea de Asuntos de Interior (Cecilia Malmström).
Entre 2010 2014 toma el relevo del Comisario europeo de Justicia, Libertad y Seguridad, quien estaba a cargo también de Justicia y Asuntos Interiores (JAI), es decir, la cooperación policial y judicial en materia penal, el tercero pilar de la UE de Tratado de Lisboa, de la Inmigración en la Unión Europea, Derechos Humanos y Ciudadanía europea. Las funciones asignadas a la política de seguridad se han incorporado al cargo de comisario europeo de Asuntos Internos.
En la actual Comisión Juncker, las competencias de esta cartera se reparten entre tres comisarios: Frans Timmermans (Mejora de la Legislación, Relaciones Interinstucionales, Estado de Derecho y Carta de los Derechos Fundamentales); Dimitris Avramópulos (Migración, Asuntos de Interior y Ciudadanía) y Věra Jourová (Justicia, Consumidores e Igualdad de Género). 

## Listado de Comisarios
| Comisarios       | Estados miembros |                                                                                | Partido                                | Comisión Europea | Título exacto de la cartera (Añadido, además de las carteras de Justicia)                                    |
| ---------------- | ---------------- | ------------------------------------------------------------------------------ | -------------------------------------- | --- | --- |
| Anita Gradin     | Suecia           |                                                                                | SAP                                    | Comisión Santer (23 de enero de 1995 - 15 de marzo de 1999)                                                                         | Inmigración, Justicia, Interior, Control Financiero, Lucha contra el Fraude y Relaciones Defensor del Pueblo |
| Anita Gradin     | Suecia           | Comisión Marín (Manuel Marín) (16 de marzo de 1999 - 15 de septiembre de 1999) | SAP                                    | | Inmigración, Justicia, Interior, Control Financiero, Lucha contra el Fraude y Relaciones Defensor del Pueblo |
| António Vitorino | Portugal         |                                                                                | PS                                     | Comisión Prodi (16 de septiembre de 1999 - 21 de noviembre de 2004)                                                                 | Justicia y Asunto Internos                                                                                   |
| Franco Frattini  | Italia           |                                                                                | FI (CdL)                               | Comisión Barroso (22 de noviembre de 2004 - 23 de abril de 2008)                                                                    | Justicia, Libertad y Seguridad                                                                               |
| Jacques Barrot   | Francia          |                                                                                | UMP                                    | Comisión Barroso) (24 de abril de 2008 - 31 de octubre de 2009, para resolver asuntos de trámite hasta que el 9 de febrero de 2010) | Justicia, Libertad y Seguridad                                                                               |
| Viviane Reding   | Luxemburgo       |                                                                                | CSV                                    | Comisión Barroso (10 de febrero de 2010- 1 de noviembre de 2014)                                                                    | Justicia, Derechos Fundamentales y Ciudadanía                                                                |
| Věra Jourová     | República Checa  |                                                                                | PSC                                    | Comisión Juncker (1 de noviembre de 2014 - 31 de noviembre de 2019)                                                                 | Justicia, Consumidores e Igualdad de Género                                                                  |
| Didier Reynders  | Bélgica          |                                                                                | Movimiento Reformador (Renovar Europa) | Comisión Von der Leyen (Desde el 1 de diciembre de 2019)                                                                            | Justicia |